# BV De Graafschap in het seizoen 1957/58
Het seizoen 1957/1958 was het vierde jaar in het bestaan van de Doetinchemse betaaldvoetbalclub De Graafschap. De club kwam uit in de Eerste divisie A en eindigde daarin op de vierde plaats. Tevens deed de club mee aan het toernooi om de KNVB beker, hierin werd in de tweede ronde verloren van Heerenveen (0–3).

## Wedstrijdstatistieken

### Eerste divisie A
|       | AGOVV | Alkmaar '54 | D.F.C | DWS   | EDO   | Excelsior | Helmond | HVC   | RBC   | Roda Sport | SVV   | Vitesse | Volendam | VSV   | Willem II |
| ----- | ----- | ----------- | ----- | ----- | ----- | --------- | ------- | ----- | ----- | ---------- | ----- | ------- | -------- | ----- | --------- |
| Thuis | 3 – 2 | 1 – 1       | 6 – 2 | 2 – 1 | 4 – 1 | 3 – 3     | 3 – 1   | 2 – 1 | 3 – 1 | 4 – 0      | 0 – 3 | 3 – 1   | 0 – 3    | 2 – 4 | 1 – 0     |
| Uit   | 2 – 3 | 2 – 3       | 2 – 1 | 3 – 1 | 1 – 0 | 3 – 1     | 1 – 3   | 6 – 2 | 2 – 1 | 1 – 2      | 2 – 0 | 1 – 3   | 1 – 2    | 3 – 1 | 3 – 3     |

### KNVB beker
| 1e ronde                                          | De Graafschap                                                                               | 8 – 1 (2 – 1) | Arnhemse Boys      |
| 26 december 1957 Plaats: Doetinchem De Vijverberg | Gerrit Selderhuis 10', 70', –' Paul Vet 17' Cor Smulders Epi Jansen –', –' Gerrit Kluin 71' |               | 22' Herman Kreuzen |
| 2e ronde                                          | Heerenveen                                                                                  | 3 – 0 (1 – 0) | De Graafschap      |
| 12 april 1958 Plaats: Heerenveen J.H. Kruisstraat | Piet Fleur 25', 47' Jaap Waslander 60'                                                      |               |                    |

## Statistieken De Graafschap 1957/1958

### Eindstand De Graafschap in de Nederlandse Eerste divisie A 1957 / 1958
| Stand | Gespeeld | Gewonnen | Gelijk | Verloren | Punten | Doelpunten voor | Doelpunten tegen |
| ----- | -------- | -------- | ------ | -------- | ------ | --------------- | ---------------- |
| 4e    | 30       | 16       | 3      | 11       | 35     | 63              | 57               |

### Topscorers
| #                 | Naam              | Goal |
| ----------------- | ----------------- | ---- |
| 1.                | Bennie Sluiter    | 17   |
| 2.                | Gerrit Selderhuis | 12   |
| 2.                | Cor Smulders      | 12   |
| 4.                | Epi Jansen        | 10   |
| 5.                | Gerrit Kluin      | 4    |
| 6.                | Gerrit Bosveld    | 2    |
| 6.                | Frits Paule       | 2    |
| 6.                | Paul Vet          | 2    |
| 9.                | Karel Weijand     | 1    |
| Onbekend doelpunt |                   |      |
| –                 | Onbekend          | 1    |
| Totaal            | Totaal            | 63   |

| #      | Naam              | Goal |
| ------ | ----------------- | ---- |
| 1.     | Gerrit Selderhuis | 3    |
| 2.     | Epi Jansen        | 2    |
| 3.     | Gerrit Kluin      | 1    |
| 3.     | Cor Smulders      | 1    |
| 3.     | Paul Vet          | 1    |
| Totaal | Totaal            | 8    |